# Stranraer Castle

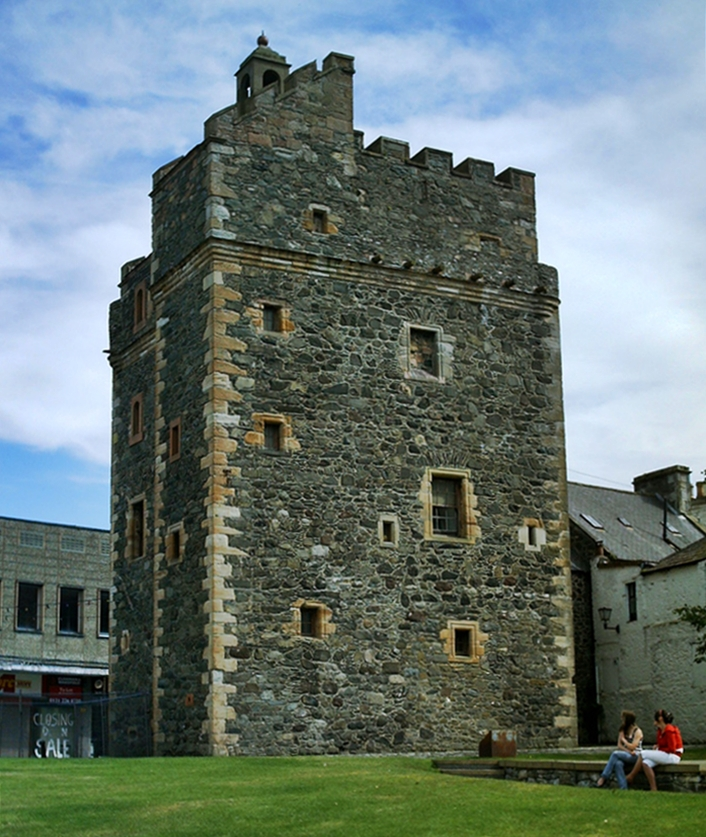
Stranraer Castle

Stranraer Castle, auch Castle of Saint John, ist ein Tower House in der schottischen Kleinstadt Stranraer in der Council Area Dumfries and Galloway. 1972 wurde das Bauwerk in die schottischen Denkmallisten in der höchsten Denkmalkategorie A aufgenommen. Eine zusätzliche Einstufung als Scheduled Monument wurde 2005 aufgehoben.

## Geschichte
Der Wehrturm wurde um 1510 durch Ninian Adair of Kinhilt erbaut. Die ursprünglich aus Irland stammende Familie wanderte im Laufe des 13. Jahrhunderts nach Schottland ein und hatte sich eine hohe gesellschaftliche Reputation erworben. Um 1600 wurde Stranraer Castle aufgestockt. Der auskragende Wehrgang, mit dem das Gebäude einst schloss, blieb hierbei erhalten und gliedert heute die Fassade horizontal. Im Zuge der Unterbringung des städtischen Gefängnisses in Stranraer Castle im Jahre 1821 waren Umgestaltungen erforderlich. Ende der 1980er Jahre wurde das Tower House restauriert und ein Besucherzentrum eingerichtet.

## Beschreibung
Das Tower House befindet sich auf einem Platz im Zentrum von Stranraer an der Einmündung der Castle Street in die George Street. Stranraer Castle weist einen L-förmigen Grundriss mit Schenkellängen von 10,7 m und 8,5 m auf. Das dreistöckige Bruchsteinbauwerk mit Details aus rötlichem Naturstein ist 23,5 m hoch.
Die schmalen Fenster sind unregelmäßig angeordnet. In den Obergeschossen teilweise anzutreffende Rundbogenfenster stammen aus den 1820er Jahren und gehörten zu den eingerichteten Gefängniszellen. Die abschließende umlaufende Zinnenbewehrung ist auch über das Pultdach des aufsitzenden Hauses fortgeführt. Traufständig sitzt ein Dachreiter mit Geläut auf.
Ebenerdig sind zwei Räume mit Tonnengewölbe eingerichtet. In die Außenmauern sind mehrere Schießscharten eingelassen. Die Obergeschosse sind über eine Wendeltreppe in dem hervortretenden Treppenturm zugänglich. Die im ersten Obergeschoss befindliche große Halle ist mit Steingewölbe und offenem Kamin an der Nordseite gestaltet. Zur Einrichtung zweier Gefängniszellen im zweiten Obergeschoss waren verschiedene Umbaumaßnahmen erforderlich. So wurde ein schmaler Raum zu einem Korridor umfunktioniert, der Zugang zu zwei Zellen gibt. Der Zugang zur dritten Zelle ist direkt an der Treppe gelegen. Die Zellen verfügen über Tunnelgewölbe und eisenbeschlagene Holztüren.